# Tenaturris trilineata
Tenaturris trilineata é uma espécie de gastrópode do gênero Tenaturris, pertencente a família Mangeliidae.